# تلك الظلال المذهلة (فلم)
تلك الظلال المذهلة (بالإنجليزية: These Amazing Shadows) هو فيلم وثائقي يحكي تاريخ وأهمية السجل الوطني السينمائي الأمريكي. الفيلم من إخراج بول ماريانو وكورت نورتون، وقد تم اختياره للعرض في مهرجان صاندانس السينمائي 2011.

## روابط خارجية
- الموقع الرسمي
- مقالات تستعمل روابط فنية بلا صلة مع ويكي بيانات